# Église Saint-Georges du Caire
L'église Saint-Georges du Caire (en grec moderne : Εκκλησία Αγίου Γεωργίου ; en arabe : كنيسة القديس جورج), souvent appelée Mar Girjis est une église orthodoxe grecque située au sein de la forteresse de Babylone dans le quartier copte du Vieux-Caire, en Égypte. Elle fait partie du saint monastère patriarcal de Saint-Georges, rattaché au Patriarcat d'Alexandrie et de toute l'Afrique.
C’est une très vieille église édifiée au xe siècle, bien que plusieurs sources fassent remonter sa construction au viie siècle
Celle que nous voyons aujourd'hui a été reconstruite tardivement, au xixe siècle. Certes impressionnante par sa taille mais sa plus grande particularité réside dans le fait qu'ayant été construite au sommet d'une tour romane ronde; c'est la seule église circulaire en d'Égypte. 
Sertie d’une coupole flamboyante aux couleurs vives, on y admire toujours la salle des mariages du Xe siècle qui a préservé la décoration d’époque. Elle conserve aussi une salle du xvie siècle.
Son intérieur sombre est un lieu atmosphérique, épais avec de l'encens et avec des rayons de soleil filtrant à travers les vitraux. Il y a une volée de marches menant à l'ancienne tour romaine, mais celle-ci est fermée au public.
Le monastère de Saint-Georges voisin est également fermé aux visiteurs. 
Le Moulid copte (fête des saints) de Mar Girgis se tient ici chaque année en avril.
Ce lieu de culte est dédié à saint Georges, un saint très populaire du Moyen-Orient qui fut exécuté en 303 pour avoir désobéi à un décret interdisant la pratique du christianisme.
L'édifice actuel est reconstruit de 1904 à 1909 à la suite d'un incendie,. Depuis 2009, les higoumènes du monastère portent le titre d'évêque Babylonos (ou « évêque de Babylone »).

## Restauration
Le 24 avril 2015, le pape et patriarche d’Alexandrite Théodore a invité le Premier ministre égyptien Ibrahim Malhlab a participer à l’inauguration de l’église pour sa réouverture après des travaux de rénovation.

## Images

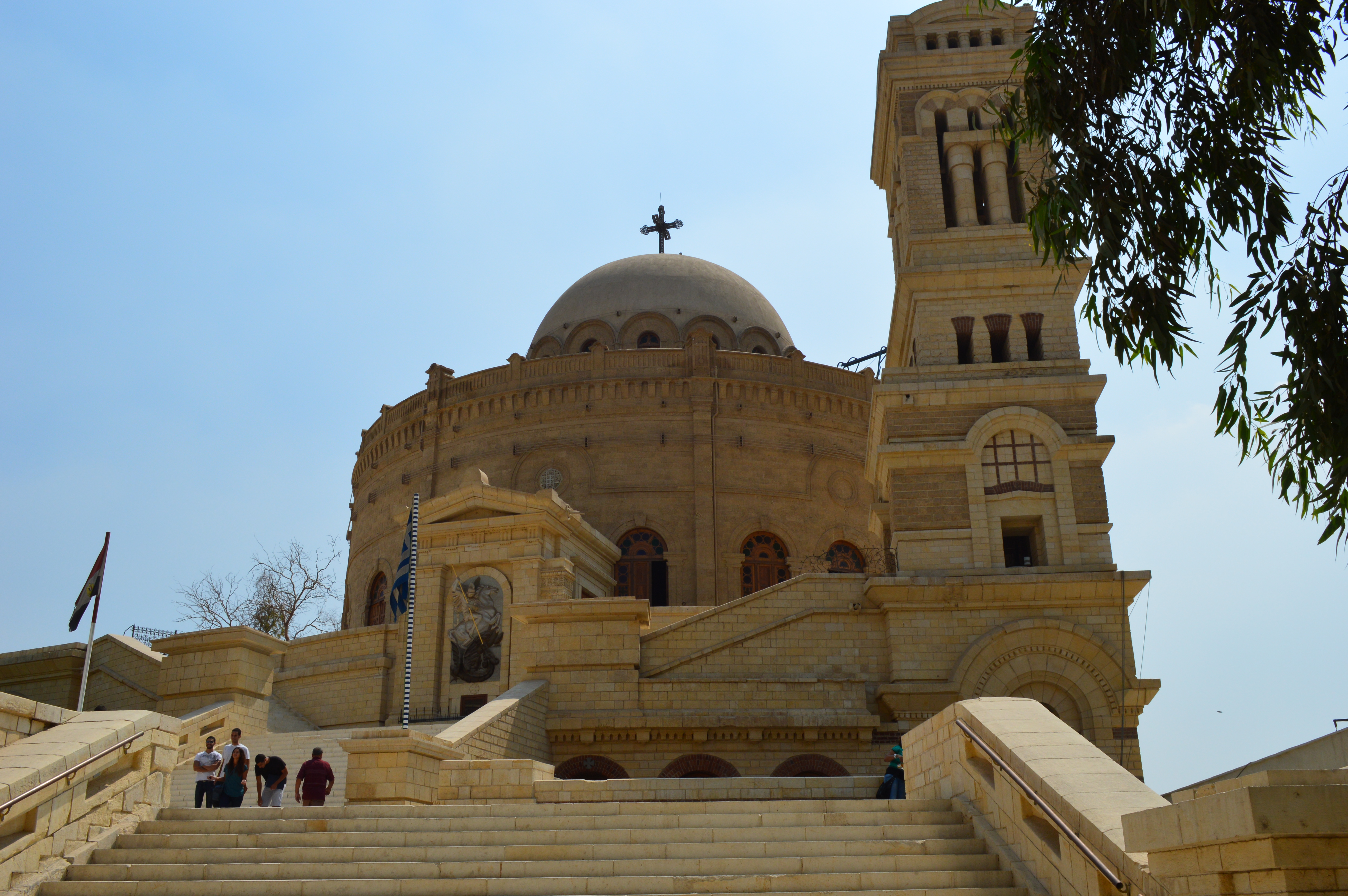
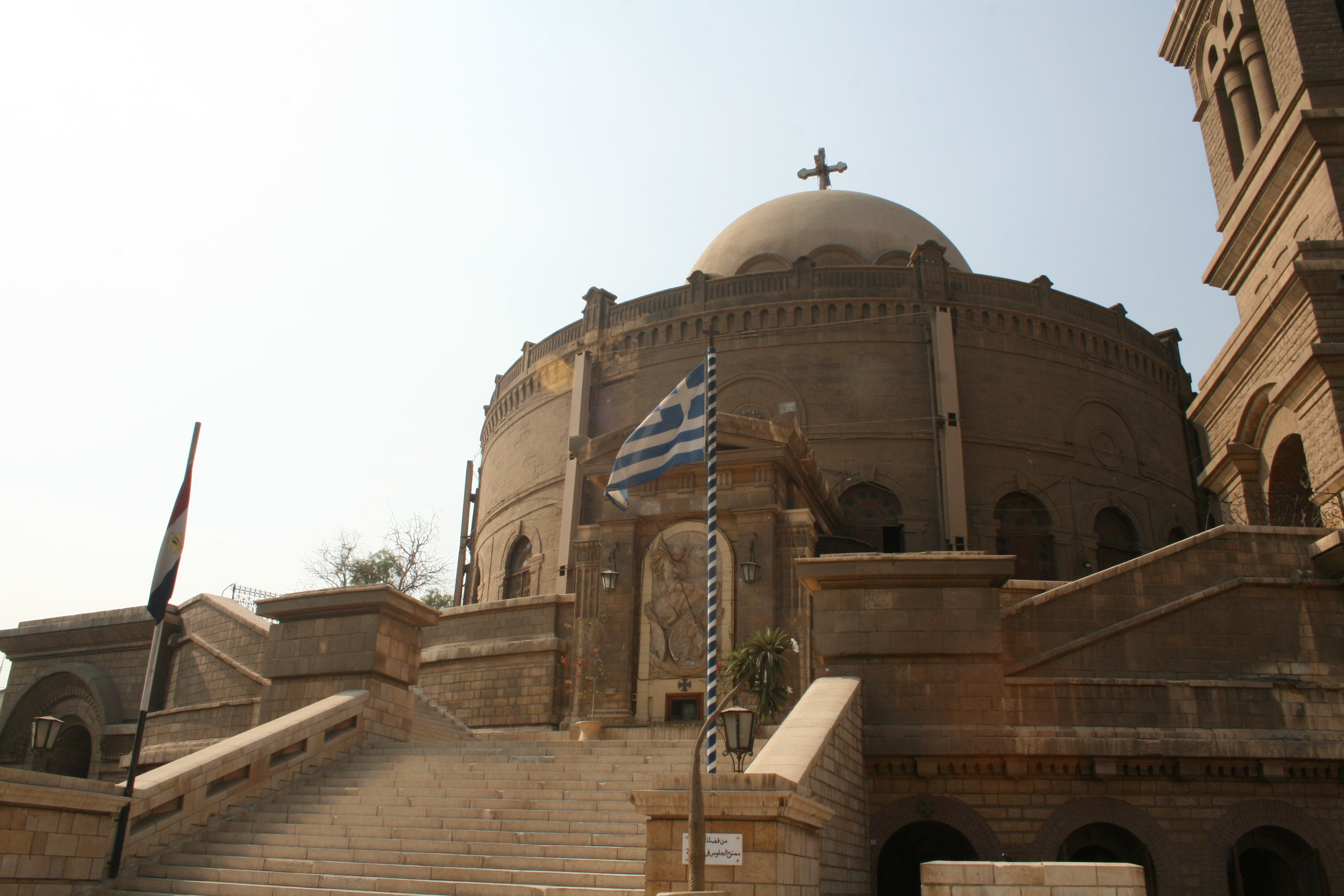
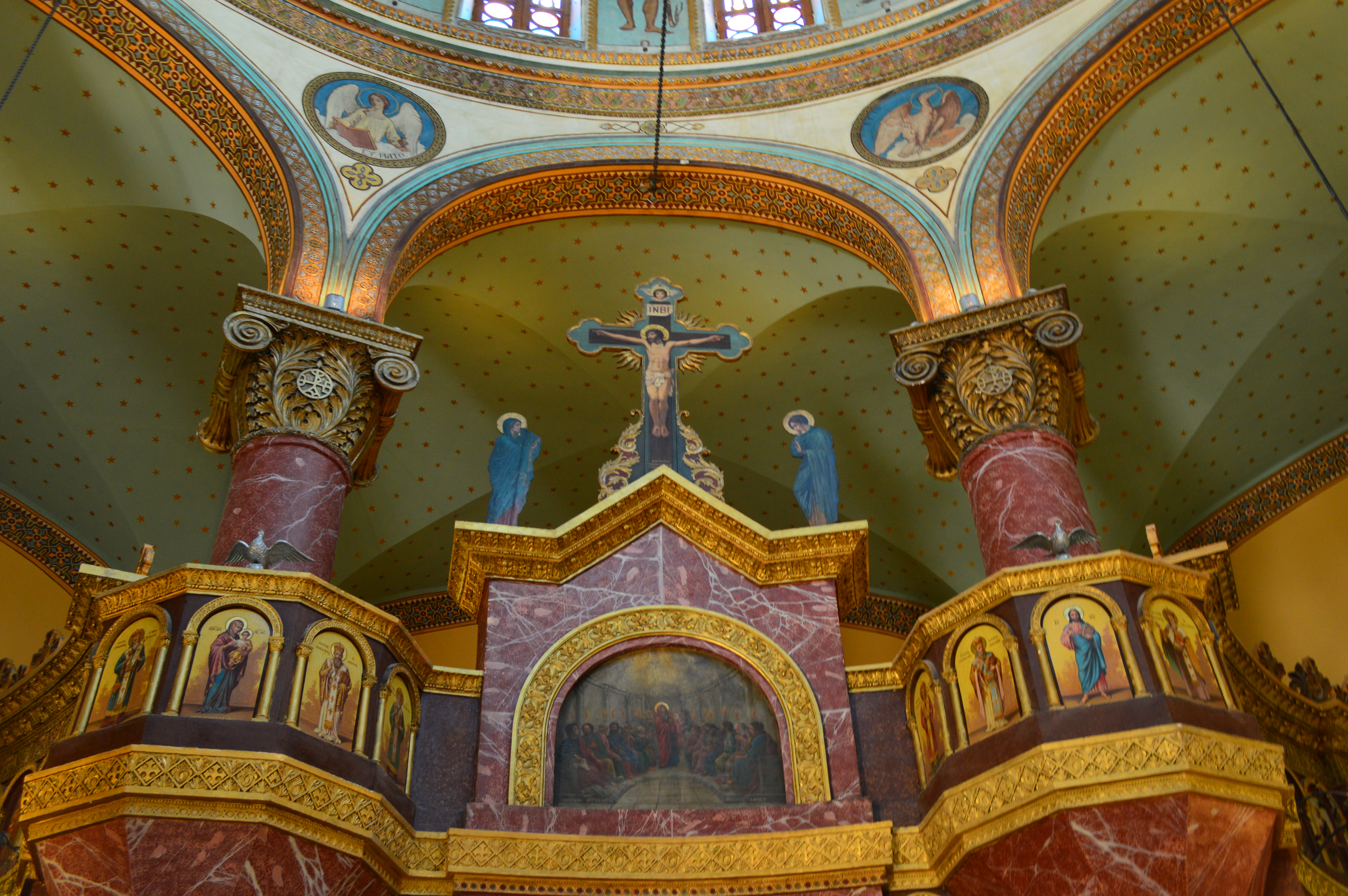
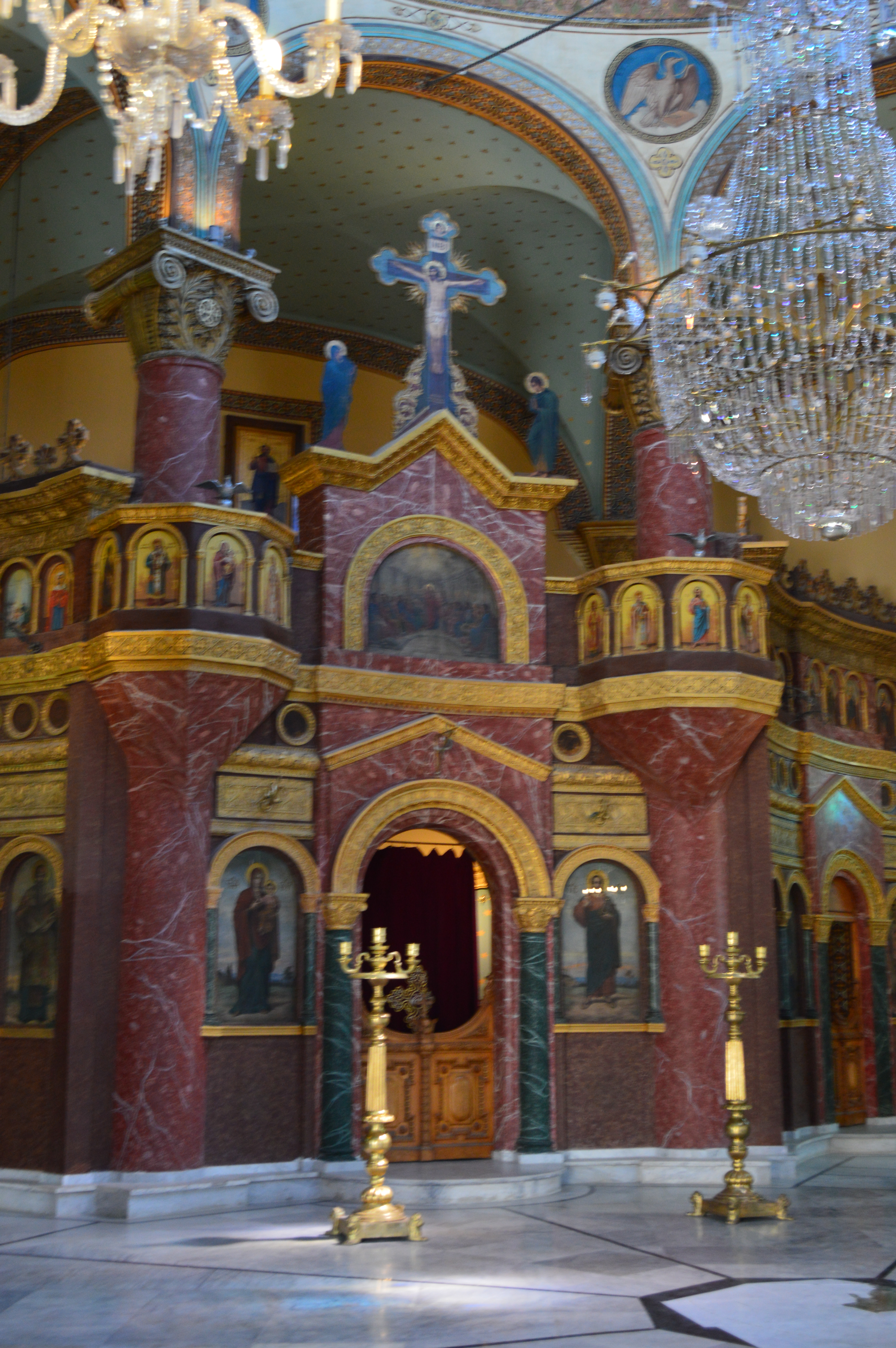
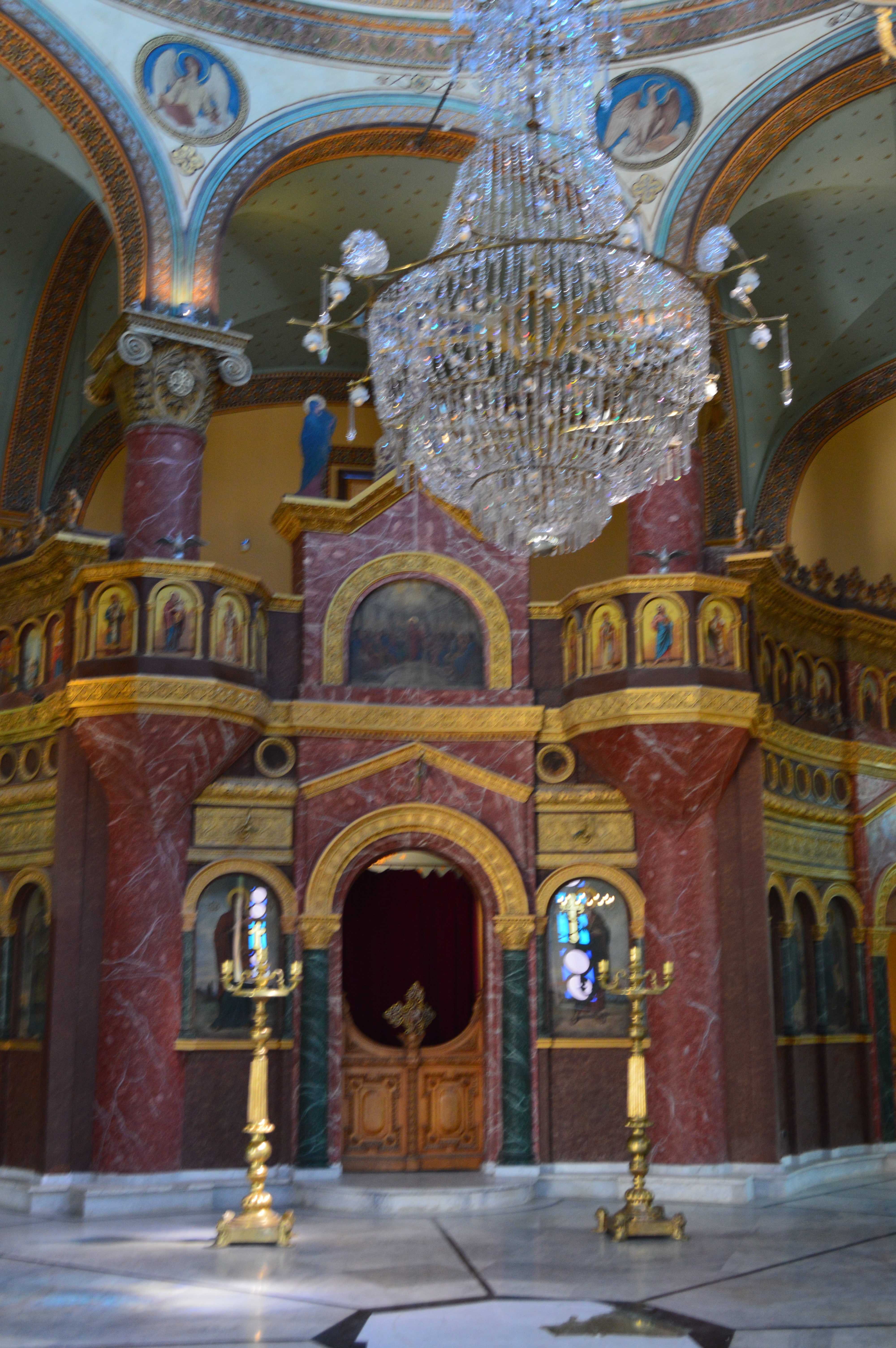
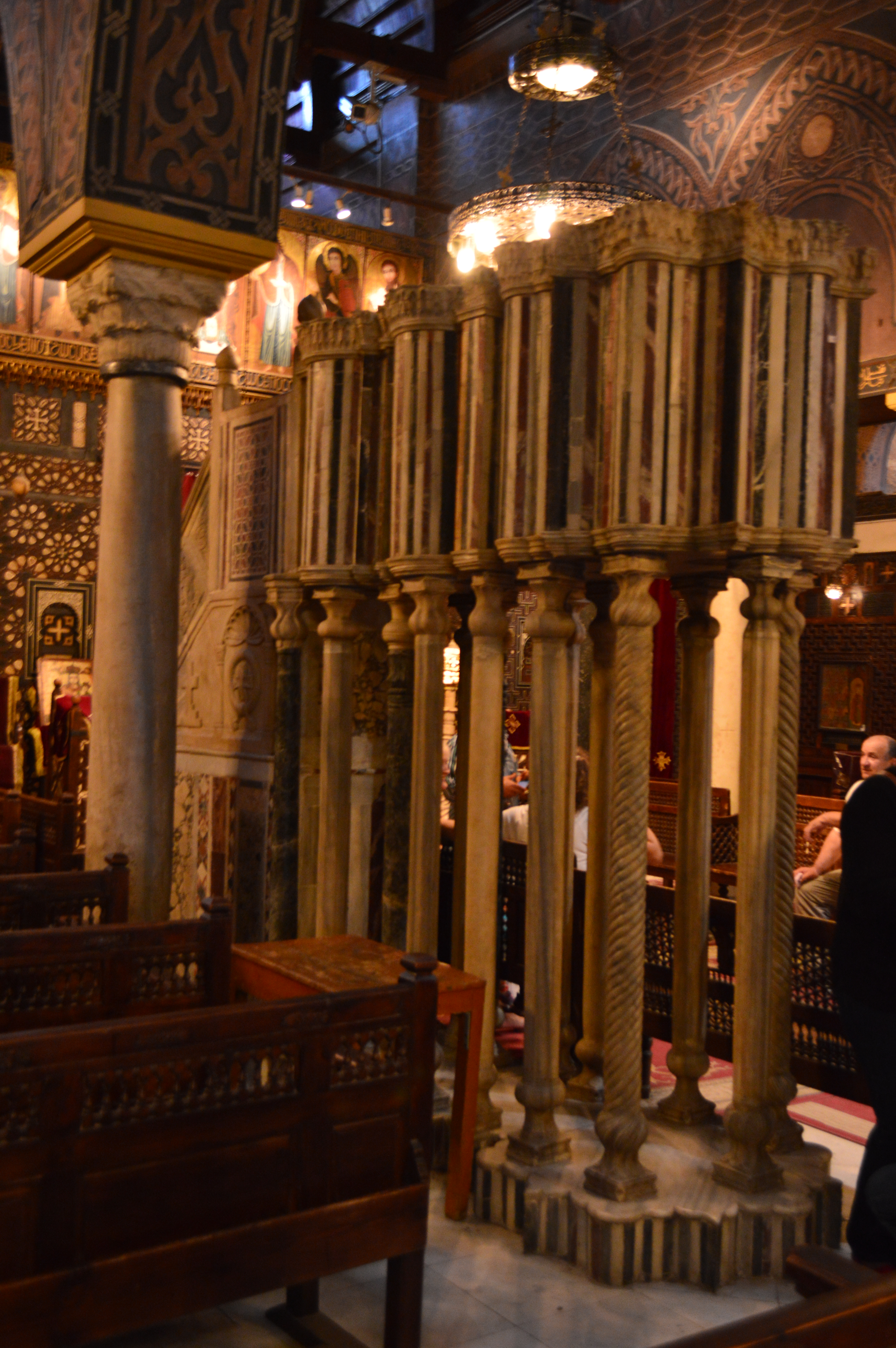
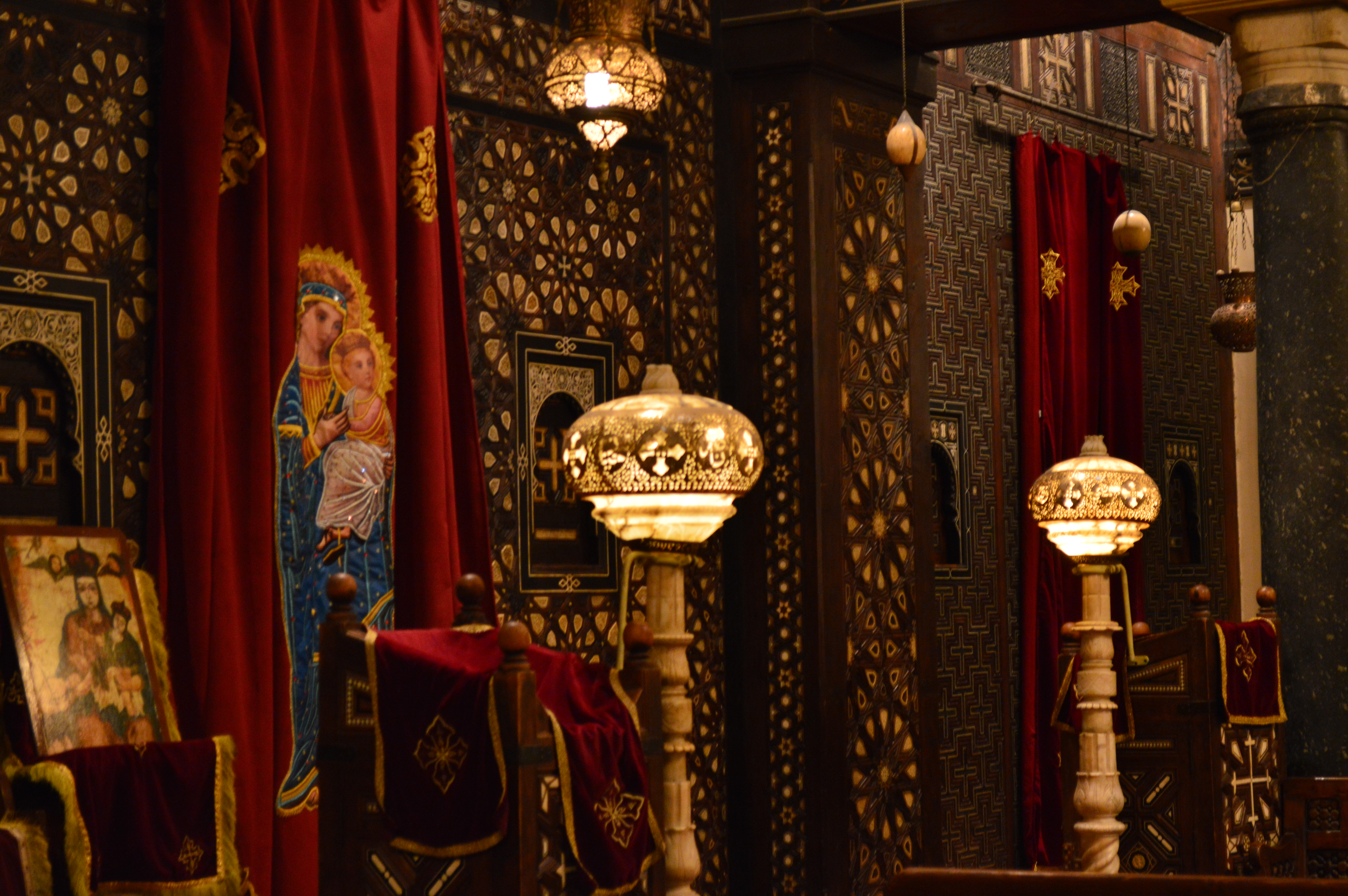
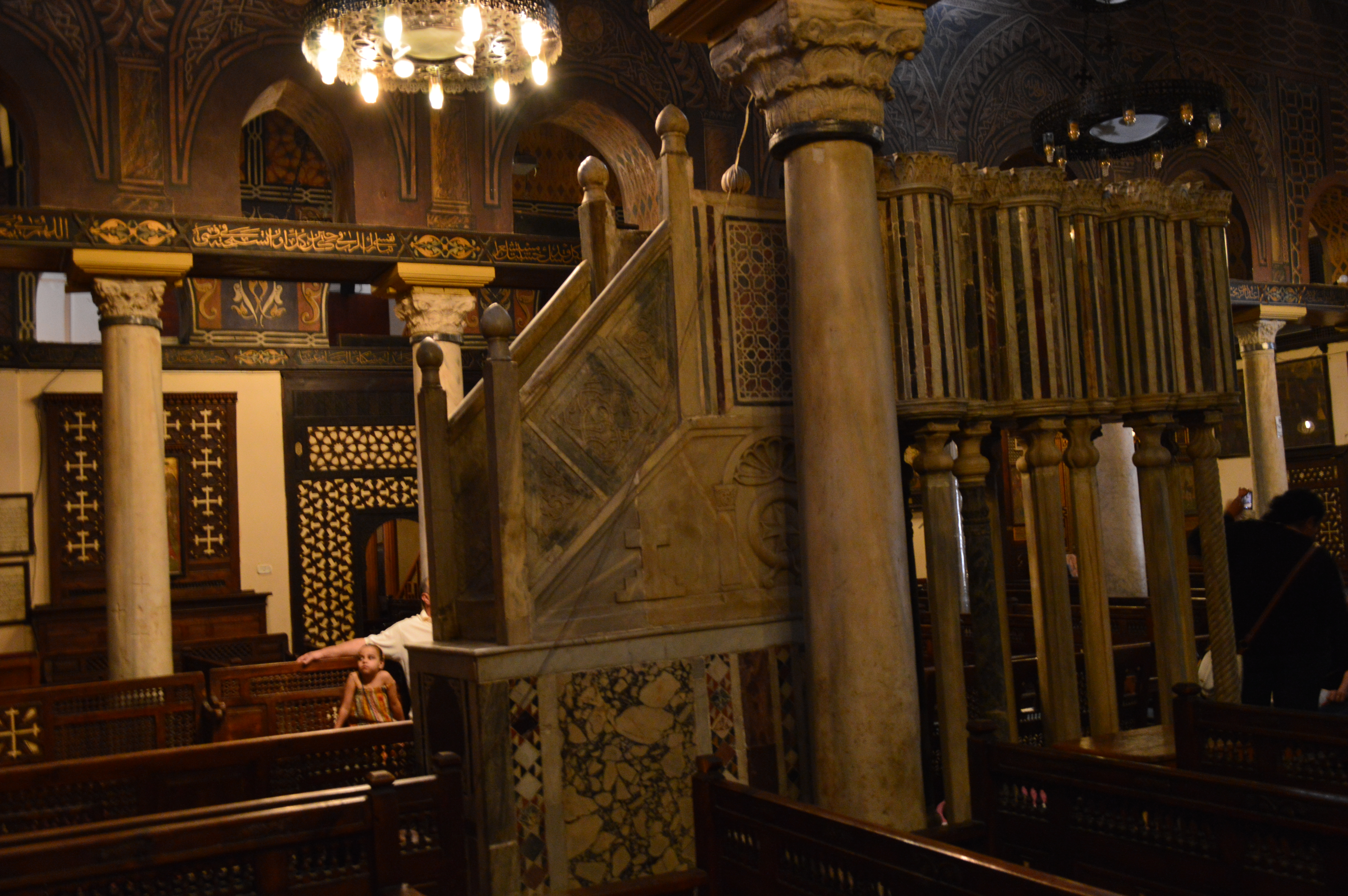
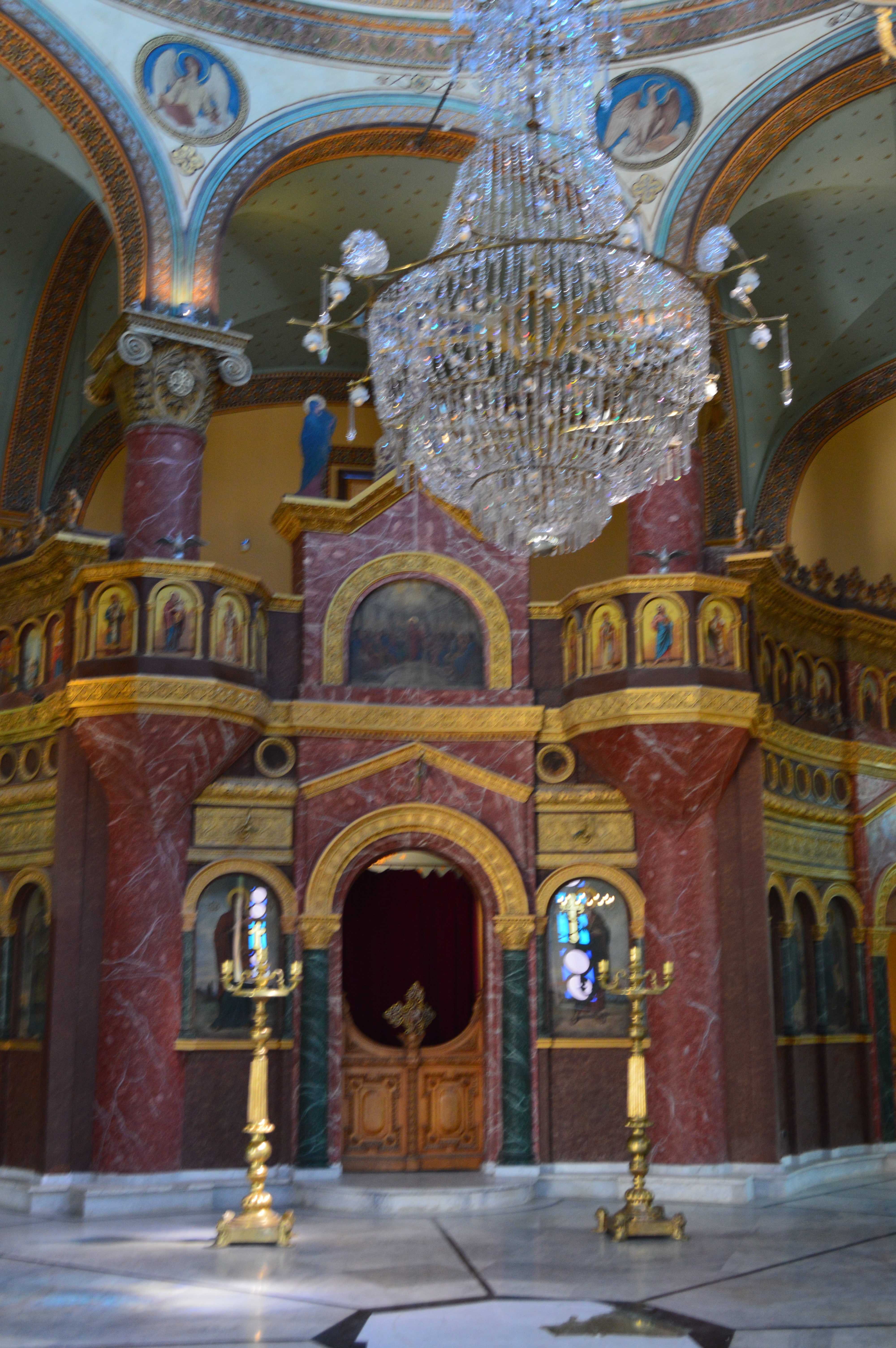
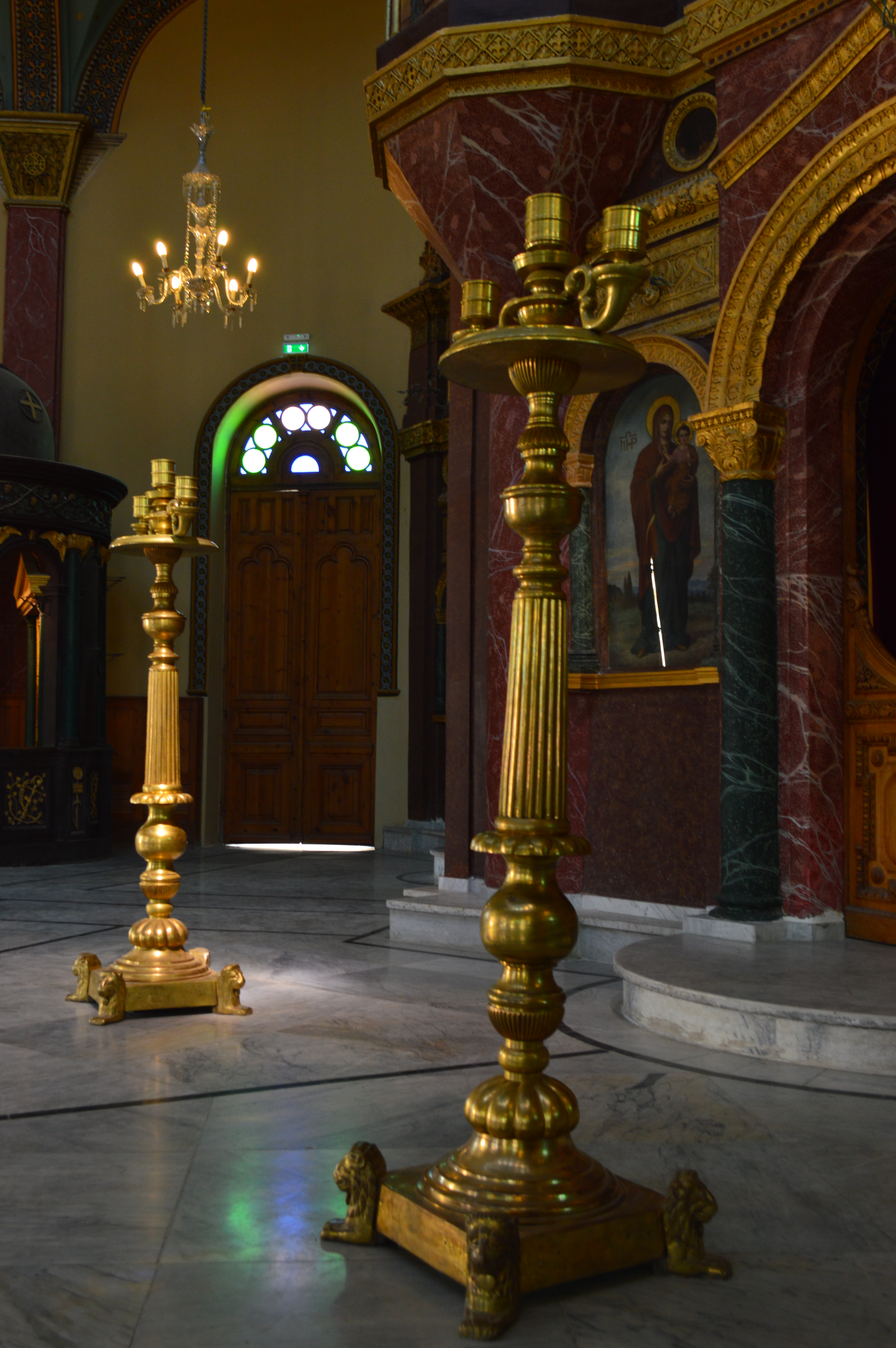
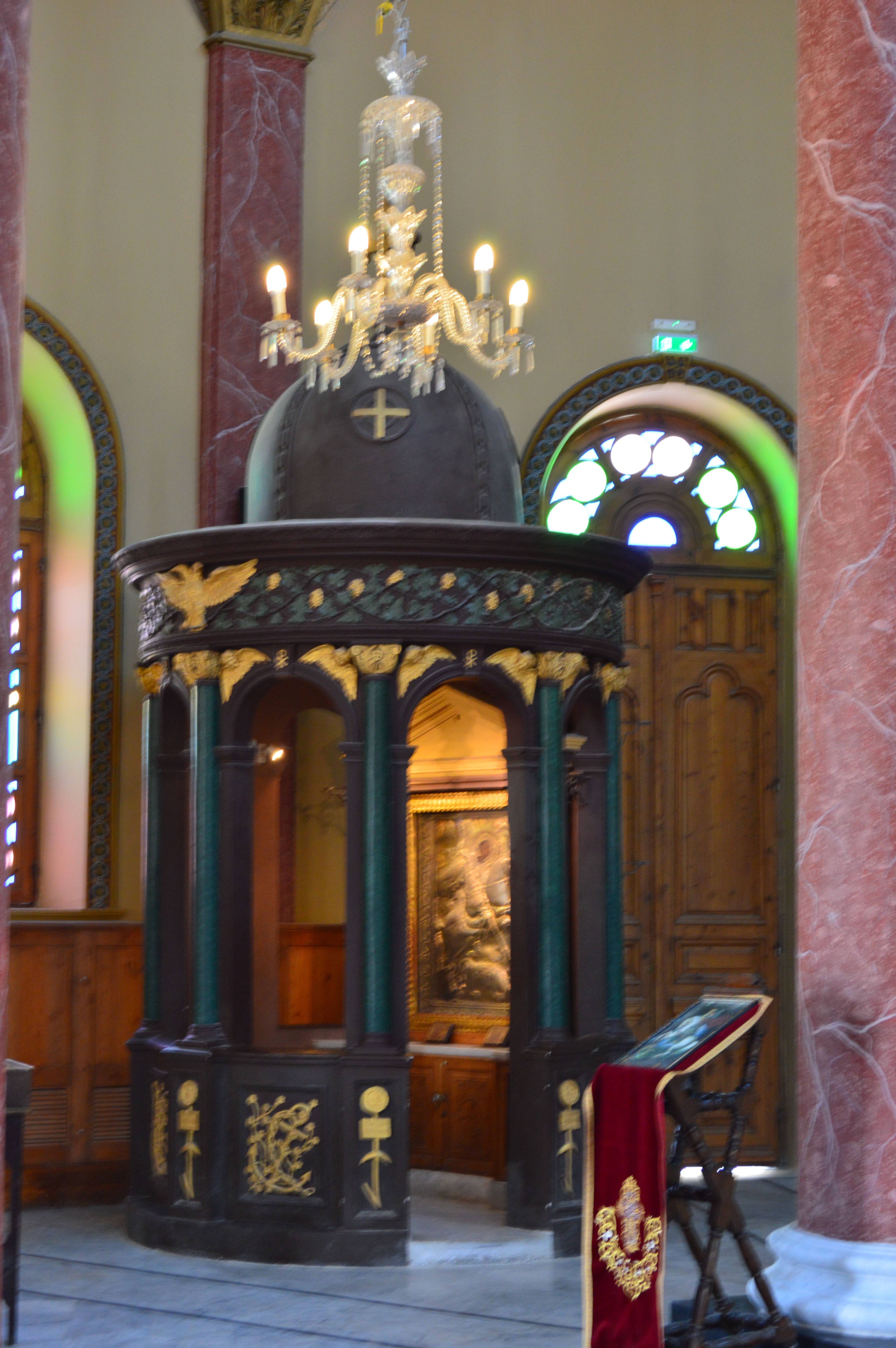
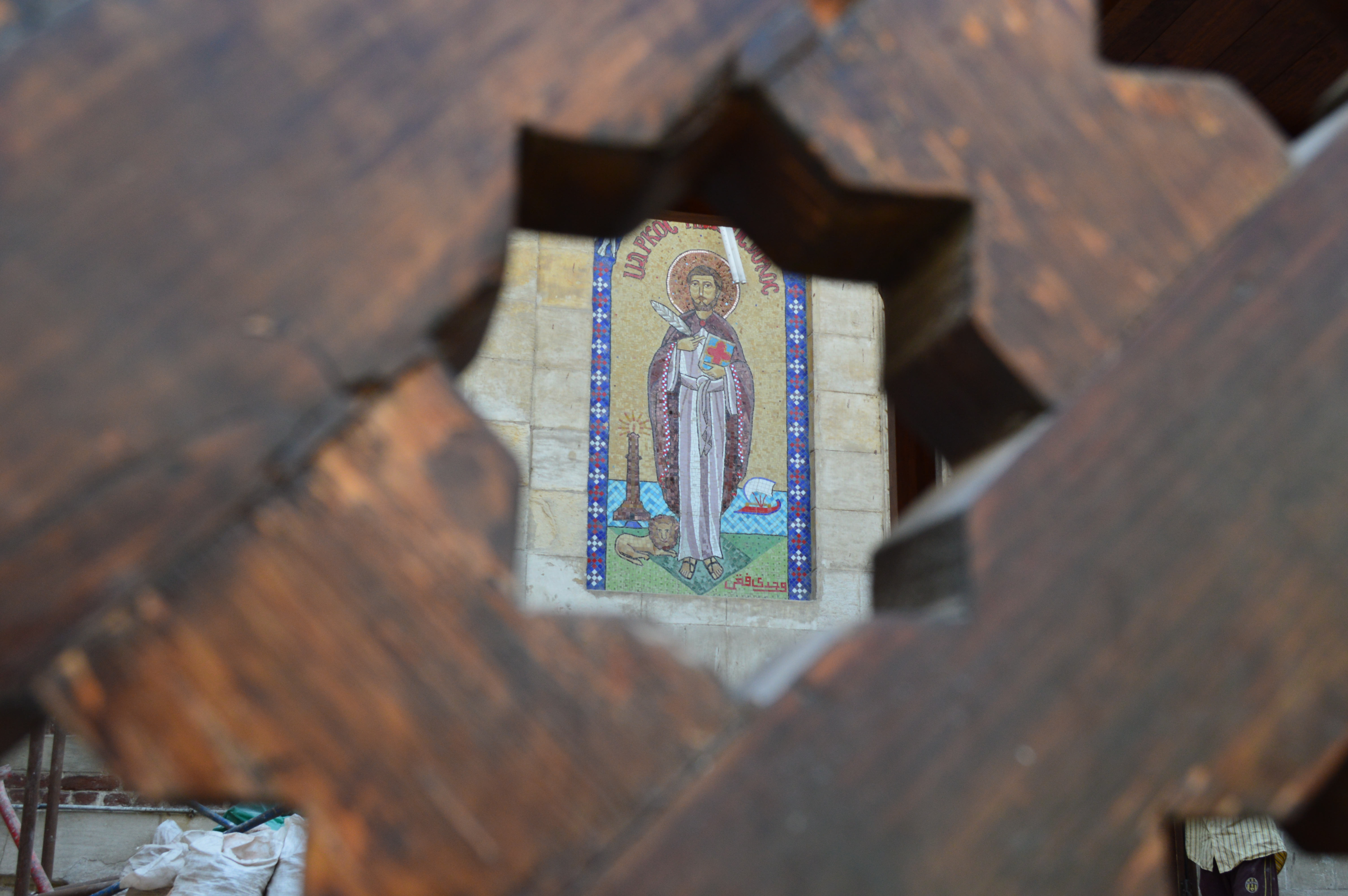
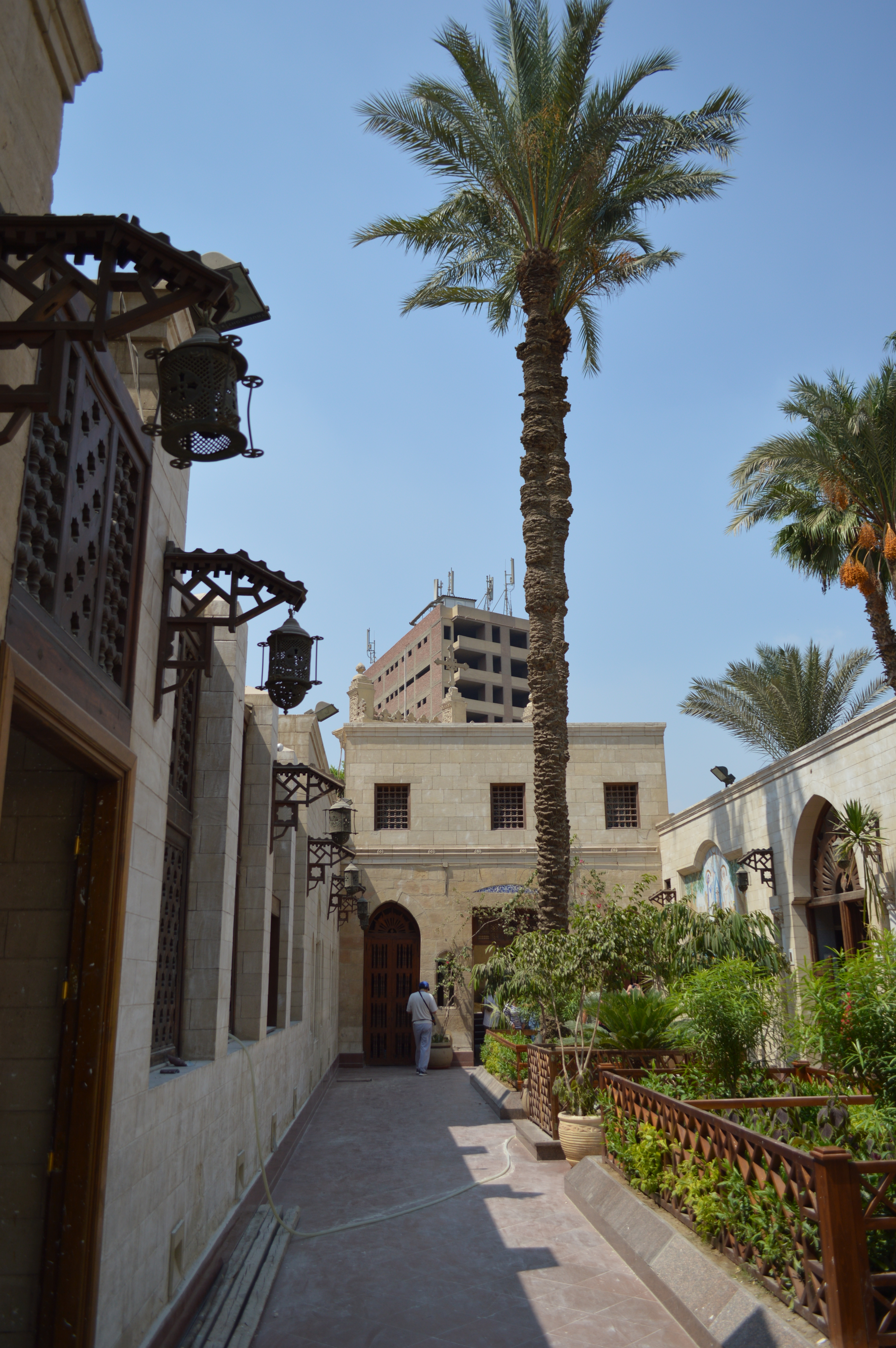
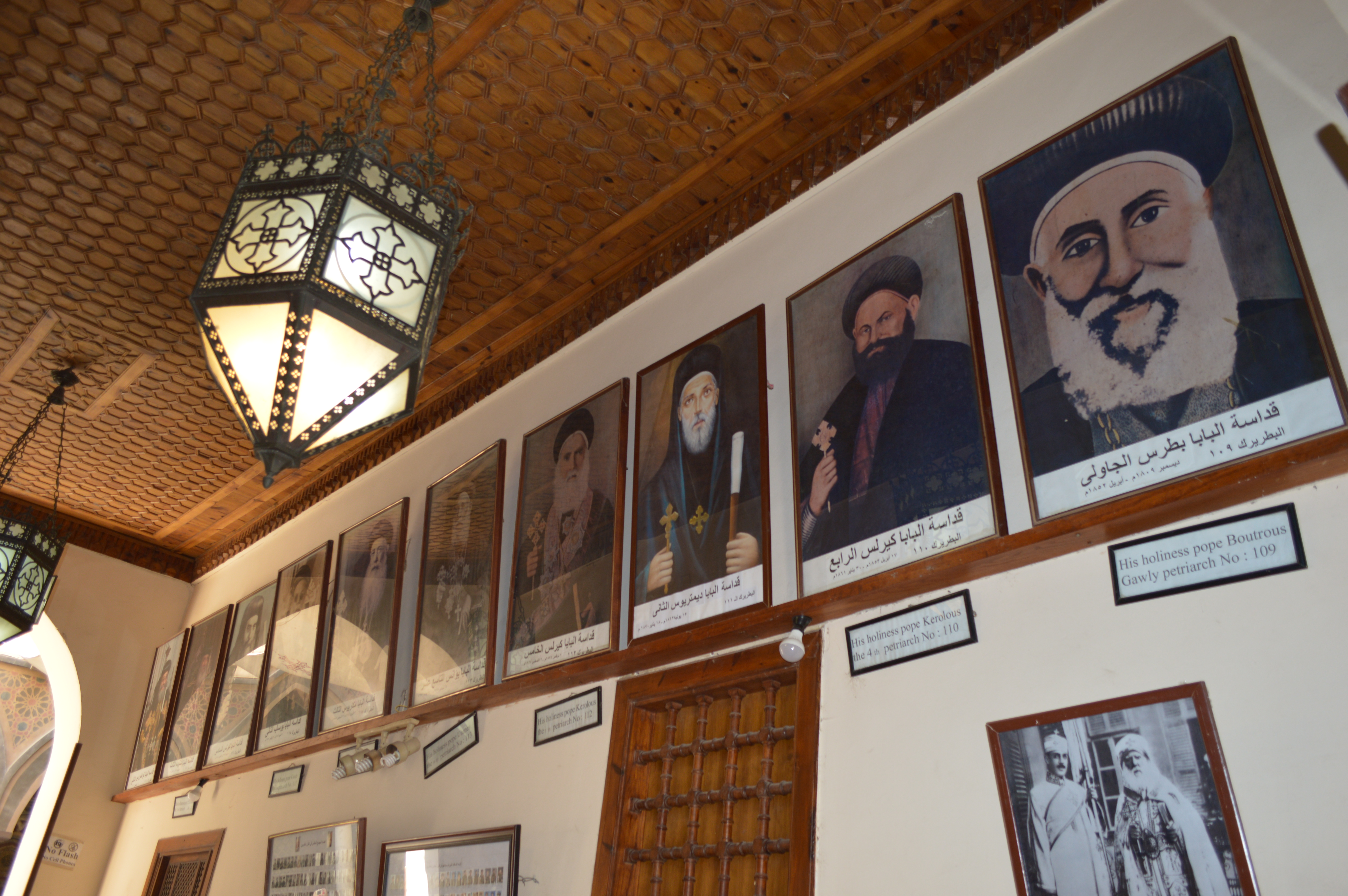
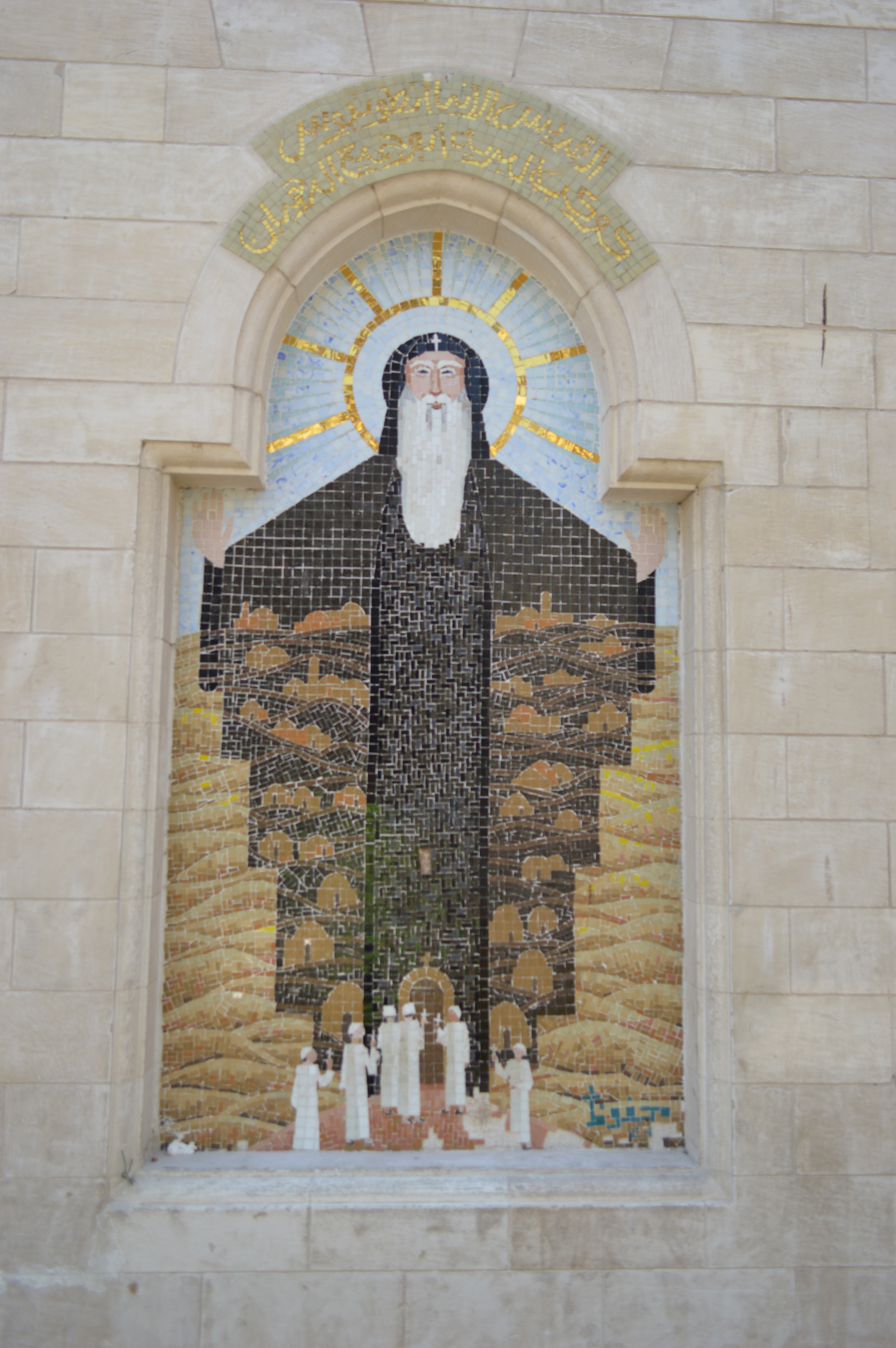
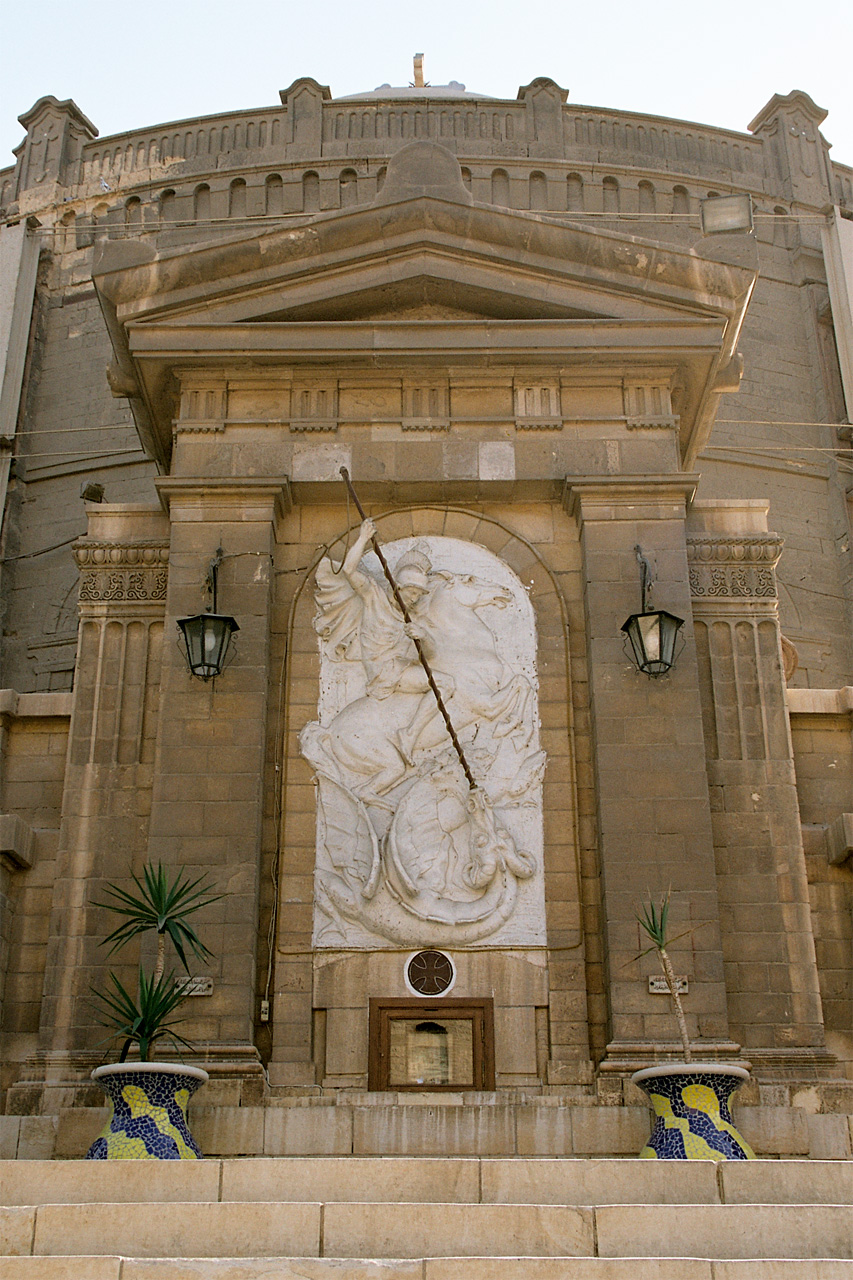
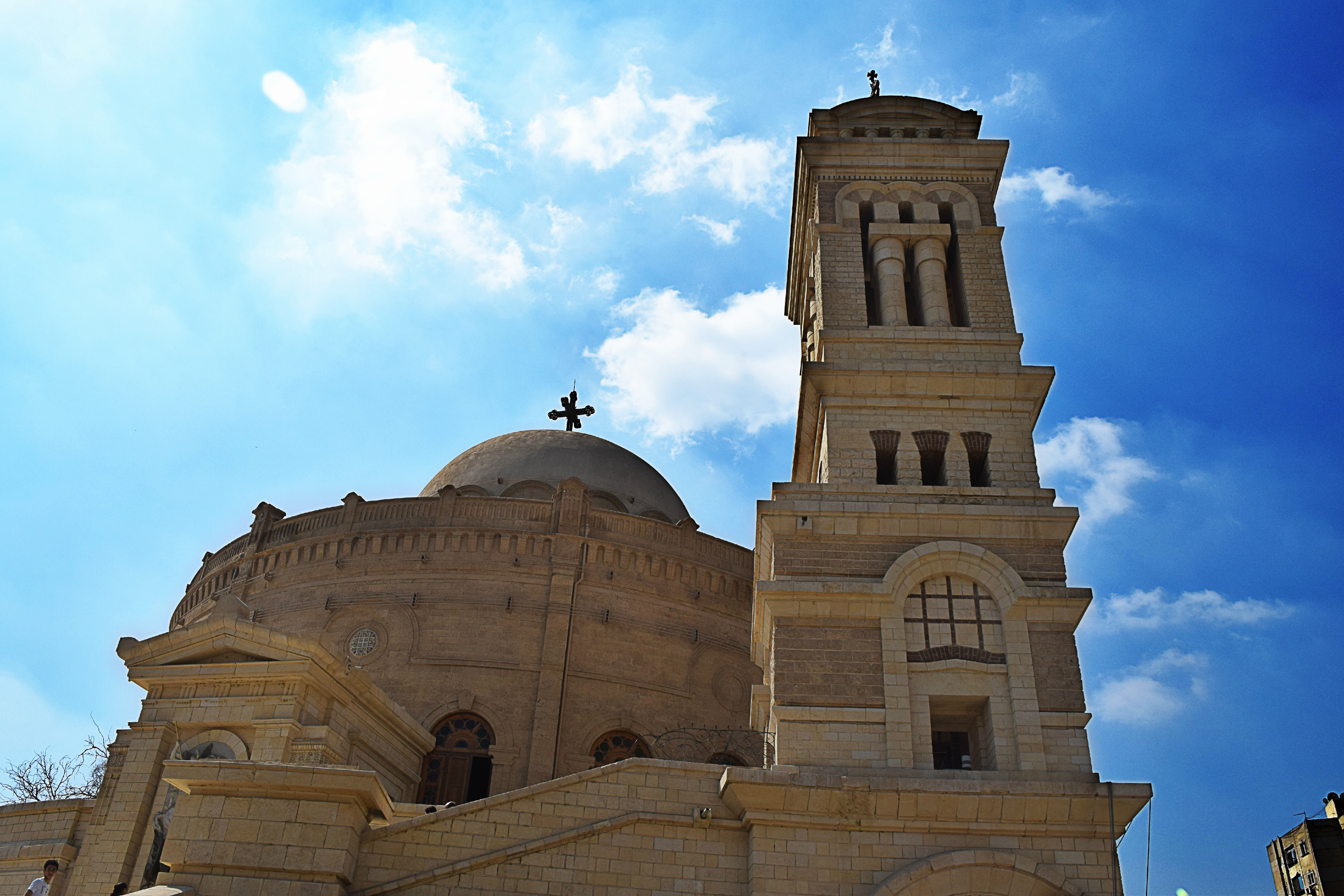